# ألكسندر مارتينيز
ألكسندر مارتينيز مواليد 23 أغسطس 1977، هو لاعب قفز ثلاثي سويسري كان قد غير جنسيته الكوبية. أفضل رقم شخصي له هو 17.51 متر.

## سجل المنافسة
| العام       | المسابقة                          | المكان             | المركز    | ملاحظة    |
| يمثل كوبا   | يمثل كوبا                         | يمثل كوبا          | يمثل كوبا | يمثل كوبا |
| ----------- | --------------------------------- | ------------------ | --------- | --------- |
| 2002        | نهائي الجائزة الكبرى لألعاب القوى | باريس، فرنسا       | 3         |           |
| 2003        | نهائي ألعاب القوى العالمي 2003    | مونت كارلو، موناكو | 6         |           |
| يمثل سويسرا |                                   |                    |           |           |
| 2006        | بطولة أوروبا لألعاب القوى 2006    | غوتنبرغ، السويد    | 9         | 16.80     |
| 2006        | نهائي ألعاب القوى العالمي 2006    | شتوتغارت، ألمانيا  | 4         |           |

## روابط خارجية
- ألكسندر مارتينيز على موقع الاتحاد الدولي لألعاب القوى (الإنجليزية)